# Flahultarn
Flahultarn eller Sven i Flahult, egentligen Sven Ingemarsson, död 1956, var under tidigt 1900-tal en under samtiden känd svensk så kallad botare eller naturdoktor.
Han var bosatt i Flahult; en gård belägen mellan Taberg och Barnarp i Småland, i närheten av Norrahammar. Det sades att han till och med kunde häva blodförgiftning, och botade sina patienter genom att ge dem en "sup" vars innehåll var hemligt. För att bevara hemligheten gav Flahultarn patienten en sockerbit att suga på, så att inte någon skulle klara av att identifiera innehållet. Det sägs också om Flahultarn att han endast accepterade att ta emot patienter vissa dagar, oavsett hur långt dessa hade rest.
Flahultarn beskrivs i berättelser om honom som en "tvär och inåtvänd man, som veknade när folk kom till honom med krämpor och besvär". Han fick besök av under dåtiden så kända personer som skådespelaren Edvard Persson och sångerskan och skådespelerskan Karin Juel, och sa själv att han fått besök från norra Europa, USA och det svenska hovet. Han gav också pengar till välgörande ändamål; 1929 skänkte han 5 000 kronor till behövande i Barnarps socken, och vid sin död hade han testamenterat pengar till kyrkan.